# NGC 76
NGC 76 је галаксија у сазвежђу Андромеда која се налази на NGC листи објеката дубоког неба.
Деклинација објекта је + 29° 56' 3" а ректасцензија 0h 19m 37,7s. Привидна величина (магнитуда) објекта NGC 76 износи 13,0 а фотографска магнитуда 14,0. NGC 76 је још познат и под ознакама UGC 185, MCG 5-1-72, CGCG 499-111, PGC 1267.